# Javiera Grez
Javiera Matilde Grez Valenzuela (Lontué, 11 luglio 2000) è una calciatrice cilena, attaccante del Colo-Colo e della nazionale cilena.